# Dendrobium bowmanii
Dendrobium bowmanii är en orkidéart som beskrevs av George Bentham. Dendrobium bowmanii ingår i släktet Dendrobium, och familjen orkidéer. Inga underarter finns listade i Catalogue of Life.

## Bildgalleri

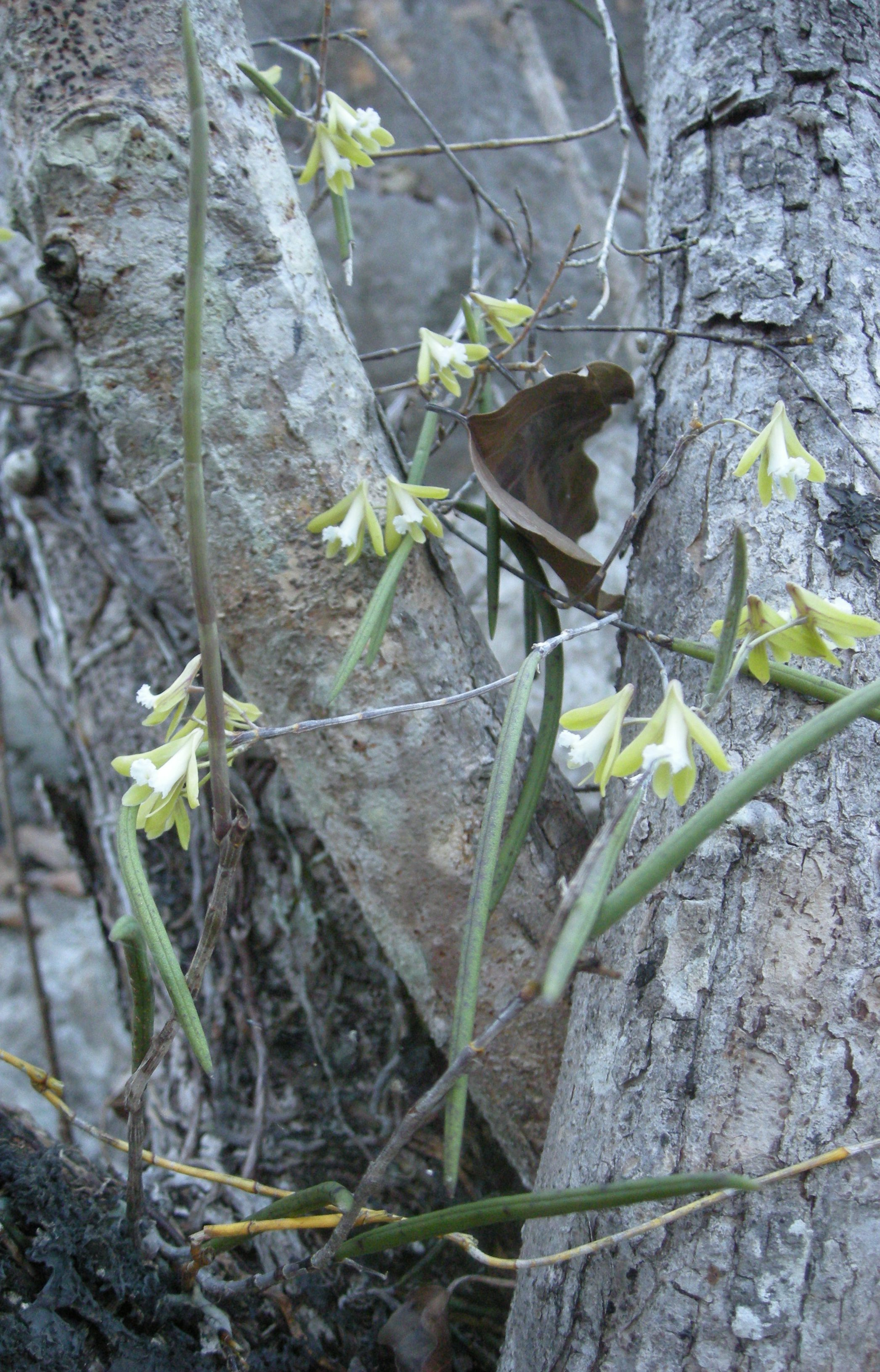
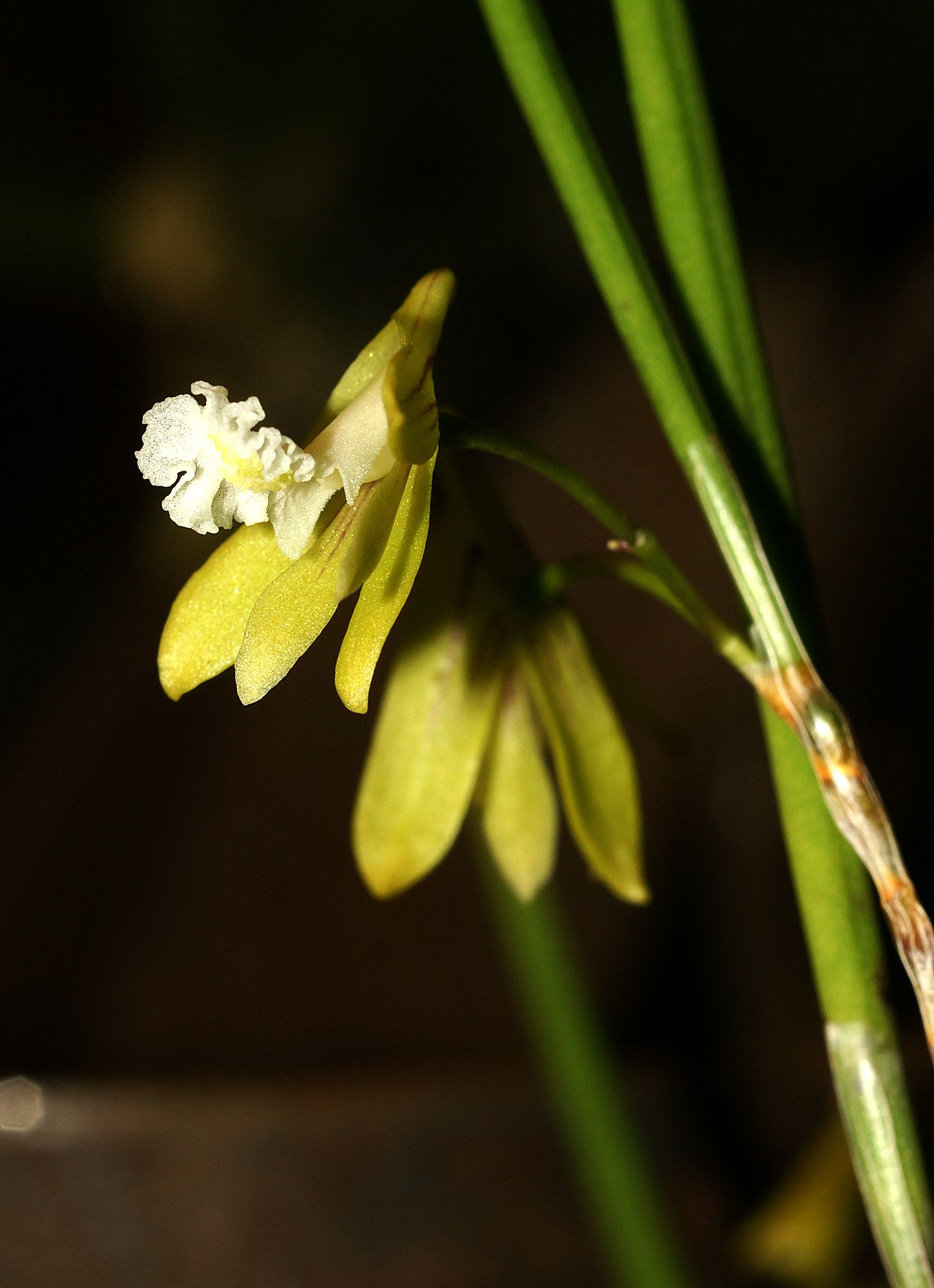
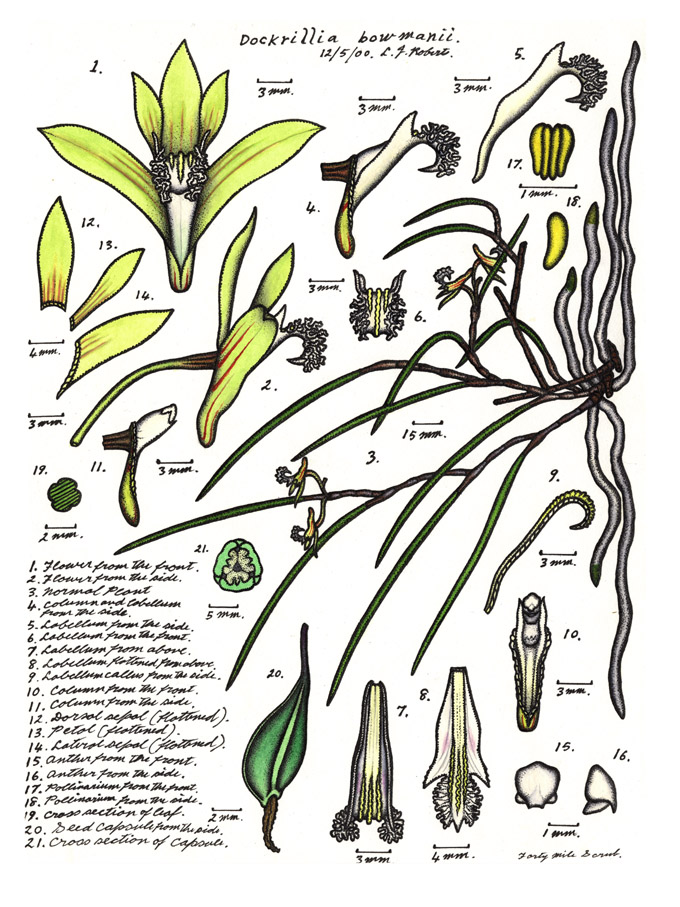